# Eupithecia niphoreas
Eupithecia niphoreas är en fjärilsart som beskrevs av Edward Meyrick 1899. Eupithecia niphoreas ingår i släktet Eupithecia och familjen mätare. Inga underarter finns listade i Catalogue of Life.